# Lijst van onroerend erfgoed in Mariakerke
Een overzicht van het onroerend erfgoed in Mariakerke. Het onroerend erfgoed maakt deel uit van het cultureel erfgoed in België.
| Object                                               | Erfgoedstatus? | Bouwjaar of architect  | Deelgemeente | Adres                                           | Coördinaten                  | Nummer? | Afbeelding                                           |
| ---------------------------------------------------- | -------------- | ---------------------- | ------------ | ----------------------------------------------- | ---------------------------- | ------- | ---------------------------------------------------- |
| Herenhuis en garage in neo-Vlaamse renaissancestijl  |                |                        | Mariakerke   | Brugsesteenweg 680-682, Gérard Willemotlaan 115 | 51° 4' 38" NB, 3° 40' 41" OL | 26573   | Herenhuis en garage in neo-Vlaamse renaissancestijl  |
| Modernistische villa                                 |                |                        | Mariakerke   | Damstraat 1                                     | 51° 4' 35" NB, 3° 41' 31" OL | 26574   | Modernistische villa                                 |
| Boerenwoning                                         |                |                        | Mariakerke   | Durmstraat 13                                   | 51° 5' 12" NB, 3° 40' 55" OL | 26575   | Boerenwoning                                         |
| Boerenwoning                                         |                |                        | Mariakerke   | Breebroekstraat 56                              | 51° 5' 10" NB, 3° 41' 1" OL  | 26577   | Boerenwoning                                         |
| Hoeve                                                |                |                        | Mariakerke   | Durmstraat 23, z.nr.                            | 51° 5' 14" NB, 3° 40' 59" OL | 26578   | Hoeve                                                |
| Boerenwoning                                         |                |                        | Mariakerke   | Breebroekstraat 54                              | 51° 5' 11" NB, 3° 41' 2" OL  | 26579   | Boerenwoning                                         |
| Hoeve                                                |                |                        | Mariakerke   | Durmstraat 28                                   | 51° 5' 12" NB, 3° 41' 6" OL  | 26580   | Hoeve                                                |
| Kasteeldomein Kervijn d'oudt Mooreghem               | park           |                        | Mariakerke   | Durmstraat 29-31, 43, z.nr.                     | 51° 5' 15" NB, 3° 41' 10" OL | 26581   | Kasteeldomein Kervijn d'oudt Mooreghem               |
| Landhuis in Engelse cottagestijl                     |                |                        | Mariakerke   | Edgard Blancquaertstraat 3                      | 51° 4' 18" NB, 3° 40' 28" OL | 26582   | Landhuis in Engelse cottagestijl                     |
| Huis ter Linden                                      |                |                        | Mariakerke   | Edgard Blancquaertstraat 28                     | 51° 4' 17" NB, 3° 40' 15" OL | 26583   | Huis ter Linden                                      |
| Villa                                                |                |                        | Mariakerke   | Eeklostraat 13                                  | 51° 4' 22" NB, 3° 41' 39" OL | 26585   | Villa                                                |
| Villa ontworpen door Charles Hoge                    |                |                        | Mariakerke   | Eeklostraat 37                                  | 51° 4' 29" NB, 3° 41' 34" OL | 26586   | Villa ontworpen door Charles Hoge                    |
| Twee villa's                                         |                |                        | Mariakerke   | Eeklostraat 41, 160                             | 51° 4' 31" NB, 3° 41' 32" OL | 26587   | Twee villa's                                         |
| Twee villa's                                         |                |                        | Mariakerke   | Eeklostraat 41, 160                             | 51° 4' 31" NB, 3° 41' 32" OL | 26587   | Twee villa's                                         |
| Villa ontworpen door J. Cloostermans                 |                |                        | Mariakerke   | Eeklostraat 53                                  | 51° 4' 35" NB, 3° 41' 28" OL | 26588   | Villa ontworpen door J. Cloostermans                 |
| Villa Spaans huis                                    |                |                        | Mariakerke   | Eeklostraat 127                                 | 51° 4' 58" NB, 3° 41' 8" OL  | 26589   | Villa Spaans huis                                    |
| Losstaande hoevegebouwen                             |                |                        | Mariakerke   | Eeklostraat 250                                 | 51° 4' 60" NB, 3° 41' 9" OL  | 26590   | Losstaande hoevegebouwen                             |
| Burgerhuis en paviljoentje                           |                |                        | Mariakerke   | Eeklostraat 260, 264                            | 51° 5' 2" NB, 3° 41' 4" OL   | 26591   | Burgerhuis en paviljoentje                           |
| Villa Green Lodge                                    |                |                        | Mariakerke   | Gérard Willemotlaan 87                          | 51° 4' 29" NB, 3° 40' 58" OL | 26592   | Villa Green Lodge                                    |
| Villa Le Bercail                                     |                |                        | Mariakerke   | Gérard Willemotlaan 88                          | 51° 4' 31" NB, 3° 40' 52" OL | 26593   | Villa Le Bercail                                     |
| Kasteel ter Vaert                                    |                |                        | Mariakerke   | Gérard Willemotlaan 90                          | 51° 4' 32" NB, 3° 40' 50" OL | 26594   | Kasteel ter Vaert                                    |
| Burgerhuis                                           |                |                        | Mariakerke   | Gérard Willemotlaan 104                         | 51° 4' 36" NB, 3° 40' 44" OL | 26595   | Burgerhuis                                           |
| Geheel van zeven arbeiderswoningen                   |                |                        | Mariakerke   | Gérard Willemotlaan 105-106, 108-111            | 51° 4' 37" NB, 3° 40' 44" OL | 26596   | Geheel van zeven arbeiderswoningen                   |
| Landhuis Les Cygnes met tuin                         | Monument       |                        | Mariakerke   | Groenestaakstraat 37-39, 37A-E, 39A             | 51° 4' 49" NB, 3° 40' 39" OL | 26597   | Landhuis Les Cygnes met tuin                         |
| Kasteel Herry, ook Les Vignes Vierges                |                |                        | Mariakerke   | Groenestaakstraat 66                            | 51° 4' 52" NB, 3° 41' 15" OL | 26599   | Kasteel Herry, ook Les Vignes Vierges                |
| Afspanning In den groenen staek                      | dorpsgezicht   |                        | Mariakerke   | Groenestaakstraat 70                            | 51° 4' 54" NB, 3° 41' 18" OL | 26600   | Afspanning In den groenen staek                      |
| Landhuis La Maison Blanche met park                  | Monument       |                        | Mariakerke   | Henri Storystraat 2-6                           | 51° 4' 52" NB, 3° 40' 57" OL | 26602   | Landhuis La Maison Blanche met park                  |
| Villa Les Capucines                                  |                |                        | Mariakerke   | Marcus van Vaernewijckstraat 19                 | 51° 4' 25" NB, 3° 40' 58" OL | 26603   | Villa Les Capucines                                  |
| Herenhuis met brouwerijgebouwen                      |                |                        | Mariakerke   | Marcus van Vaernewijckstraat 22                 | 51° 4' 23" NB, 3° 40' 59" OL | 26604   | Herenhuis met brouwerijgebouwen                      |
| Dorpswoning                                          |                |                        | Mariakerke   | Marcus van Vaernewijckstraat 29-31              | 51° 4' 26" NB, 3° 41' 3" OL  | 26605   | Dorpswoning                                          |
| Parochiekerk Onze-Lieve-Vrouw-Geboorte               | Monument       |                        | Mariakerke   | Mariakerkeplein                                 | 51° 4' 21" NB, 3° 40' 33" OL | 26606   | Parochiekerk Onze-Lieve-Vrouw-Geboorte               |
| Pastorie Onze-Lieve-Vrouw Geboorteparochie           | Monument       |                        | Mariakerke   | Mariakerkeplein 1                               | 51° 4' 21" NB, 3° 40' 36" OL | 26607   | Pastorie Onze-Lieve-Vrouw Geboorteparochie           |
| Gemeenteschool                                       | dorpsgezicht   |                        | Mariakerke   | Mariakerkeplein 4                               | 51° 4' 21" NB, 3° 40' 31" OL | 26608   | Gemeenteschool                                       |
| Twee boerenarbeiderswoningen                         | dorpsgezicht   |                        | Mariakerke   | Mariakerkeplein 8-9                             | 51° 4' 23" NB, 3° 40' 32" OL | 26609   | Twee boerenarbeiderswoningen                         |
| Kasteeldomein van Mariakerke                         | Monument       |                        | Mariakerke   | Kasteeldreef 2-6                                | 51° 4' 34" NB, 3° 40' 28" OL | 26610   | Kasteeldomein van Mariakerke                         |
| Villa                                                |                |                        | Mariakerke   | Mazestraat 3                                    | 51° 4' 28" NB, 3° 41' 34" OL | 26611   | Villa                                                |
| Kasteel van Tieghem de ten Berghe                    | Monument       |                        | Mariakerke   | Paul van Tieghemlaan 2                          | 51° 4' 47" NB, 3° 40' 50" OL | 26612   | Kasteel van Tieghem de ten Berghe                    |
| Gemeenteschool en Gemeentehuis van Mariakerke        |                |                        | Mariakerke   | Petrus Meirestraat                              | 51° 4' 39" NB, 3° 40' 31" OL | 26614   | Gemeenteschool en Gemeentehuis van Mariakerke        |
| Hofstede van Thienen                                 |                |                        | Mariakerke   | Petrus Meirestraat 13                           | 51° 4' 41" NB, 3° 40' 27" OL | 26617   | Hofstede van Thienen                                 |
| Kasteel van het Zandeken                             |                |                        | Mariakerke   | Raymond de Hemptinnelaan 33                     | 51° 4' 9" NB, 3° 40' 52" OL  | 26618   | Kasteel van het Zandeken                             |
| Brouwerij en dorpswoning                             |                |                        | Mariakerke   | Sint-Corneliusstraat 11                         | 51° 4' 28" NB, 3° 40' 44" OL | 26619   | Brouwerij en dorpswoning                             |
| Burgerhuis                                           |                |                        | Mariakerke   | Trekweg 6                                       | 51° 4' 40" NB, 3° 40' 37" OL | 26620   | Burgerhuis                                           |
| Herenhuis                                            |                |                        | Mariakerke   | Trekweg 7-8, 7A                                 | 51° 4' 40" NB, 3° 40' 36" OL | 26621   | Herenhuis                                            |
| Burgerhuis                                           |                |                        | Mariakerke   | Trekweg 72                                      | 51° 4' 50" NB, 3° 40' 15" OL | 26623   | Burgerhuis                                           |
| Villa ontworpen door Gaston Eysselinck               |                | 1935 Gaston Eysselinck | Mariakerke   | Verschansingsstraat 16                          | 51° 4' 19" NB, 3° 40' 11" OL | 26625   | Villa ontworpen door Gaston Eysselinck               |
| Kerkhof en neogotische kerkhofgalerij                | Monument       |                        | Mariakerke   | Mariakerkeplein                                 |                              | 200749  | Kerkhof en neogotische kerkhofgalerij                |
| Heilig-Hartkerk                                      |                |                        | Mariakerke   | Eeklostraat 5                                   | 51° 4' 20" NB, 3° 41' 41" OL | 201336  | Heilig-Hartkerk                                      |
| Reclamemuurschildering voor Gabriel Balloon Snubbers |                |                        | Mariakerke   | Trekweg 94                                      |                              | 216377  | Reclamemuurschildering voor Gabriel Balloon Snubbers |
| Woning Van Massenhove                                |                |                        | Mariakerke   | Sierheesterlaan 14                              |                              | 217107  | Woning Van Massenhove                                |
| Woning Burssens met museum                           | Monument       | Daniël Craet           | Mariakerke   | Verschansingsstraat 6                           |                              | 300889  | Woning Burssens met museum                           |
| Architectenwoning van Ferdinand Schlich              | Monument       |                        | Mariakerke   | Gérard Willemotlaan 85                          |                              | 306239  | Architectenwoning van Ferdinand Schlich              |

| Object               | Erfgoedstatus? | Bouwjaar of architect | Deelgemeente | Adres | Coördinaten | Nummer? | Afbeelding           |
| -------------------- | -------------- | --------------------- | ------------ | --- | ----------- | ------- | -------------------- |
| Dorpskern Mariakerke | Dorpsgezicht   |                       | Mariakerke   | Alphonse Claeys-Bouüaertlaan, Alphonse Claeys-Boúúaertdreef, Beukendreef, Elfnovemberstraat, Kasteeldreef, Mariakerkeplein, Petrus Meirestraat, Zandloperstraat, Zuidbroek |             | 301326  | Dorpskern Mariakerke |

Gent sensu stricto, alfabetisch op straatnaam: A · B · Bu · C · D · E · F · G · H · I · J · K · Ka · Ko · L · M · N · O · P · Q · R · S · Sint · T · UV · W · XYZ

Overige deelgemeenten: Afsnee · Drongen · Desteldonk · Gentbrugge · Ledeberg · Mariakerke · Mendonk · Oostakker · Sint-Amandsberg · Sint-Denijs-Westrem · Sint-Kruis-Winkel · Wondelgem · Zwijnaarde

Lijst van onroerend erfgoed in Oost-Vlaanderen